# حملة محافظة الحسكة (2012–2013)
حملة محافظة الحسكة هو صراع عسكري متعدد الجوانب؛ شاركت فيه الحكومة السورية والقوات الكردية ثم المعارضة السورية والجماعات السلفية الجهادية بما في ذلك تنظيم القاعدة، تنظيم الدولة الإسلامية وجبهة النصرة. دارت النزاعات في محافظة الحسكة وذلك كجزء من الحرب الأهلية السورية. بدأت الاشتباكات في بادئ الأمر مع وحدات حماية الشعب التي تورطت في الصراع منذ تموز/يوليو 2012 فحاولت الانتشار في جميع أنحاء المحافظة مما تسبب في مقاومة عنيفة من باقي الأطراف المُشاركة في النزاع.

## الخلفية
اعتبارا من عام 2011، بلغ عدد سكان محافظة الحسكة أزيد من 1.5 مليون شخص. وهي واحدة من أكثر المناطق تنوعا في سوريا؛ حيث يعيش فيها الكرد، العرب، الآشوريين، الأرمن، التركمان، الشركس ثم اليزيديين. كما تستوطن الكثير من القبائل العربية المنطقة وتنقسم إلى عدة كونفدراليات صغيرة لعبت دورا في الحرب الأهلية.
بدأت الاحتجاجات المناهضة للحكومة في المناطق الكردية المأهولة بالسكان بحلول آذار/مارس من عام 2011 وذلك كجزء من برنامج أوسع للانتفاضة السورية، ولكن النزاع المسلح في المنطقة لم يبدأ إلا بعد اتفاق حزب الاتحاد الديمقراطي والمجلس الوطني الكردي على سبع نقاط في 11 حزيران/يونيو 2012. تم التوقيع على الاتفاق في أربيل تحت رعاية من إقليم كردستان ومن الرئيس مسعود بارزاني. في الحقيقة لم يتم تنفيذ الاتفاق؛ فتم عقد اتفاق جديد للتعاون بين الجانبين وُقع في 12 تموز/يوليو وشهد على إنشاء الهيئة الكردية العليا بوصفها الهيئة الإدارية لجميع «المناطق الكردية» التي يُسيطر عليها الأكراد في سوريا.

## الحملة

### الأسبوع الأول: مطالبات وحدات حماية الشعب بالأراضي
في 20 تموز/يوليو 2012، سيطرت وحدات حماية الشعب الكردية على مدينة عامودا وأقامت نقاط تفتيش خارجها. سقطت المدينة في قبضة الأكراد دون أي مواجهات كبرى خاصة وأن الجيش السوري انسحب دون أية مقاومة كبيرة وخرج للقتال في أماكن أخرى. تم تأسيس لجنة مشتركة بين حزب الاتحاد الديمقراطي والمجلس الوطني الكردي وكان من المقرر أن تتولى هذه اللجنة الإدارة بعد القبض على المدن، كما كان من المتوقع القبض على مدينة المالكية بعد بضع ساعات فقط. أصبح هدف اللجنة في وقت لاحق «تحرير كامل منطقة كردستان السورية» واستعادة السلام والنظام ومنع الجيش السوري الحر من دخول المناطق ذات الأغلبية الكردية.
في نفس اليوم، طالبت لجان التنسيق الكردية قوات الأمن السورية بالانسحاب من القامشلي أكبر مدينة في سوريا من ناحية عدد السكان الأكراد، أما وحدات حماية الشعب فكانت تُعد لعملية عسكرية في القامشلي سواء وافقت قوات الأمن على الانسحاب أم لا.
في 21 تموز/يوليو، دخلت وحدات حماية الشعب المدينة ودارت اشتباكات. وفي نفس اليوم هاجمت قوات الحكومة السورية دورية تابعة لمقاتلي وحدات حماية الشعب مما تسبب في جرح مقاتل واحد. في اليوم التالي أفادت وكالة الأنباء السورية أن القوات الكردية لا تزال تُقاتل من أجل المالكية؛ خاصة بعد مقتل ناشط كردي عقب فتح النار على المتظاهرين من قِبل قوات الأمن. سيطرت وحدات حماية الشعب على أجزاء من مدينتي رأس العين والدرباسية بعد انسحاب الحكومة الأمنية والسياسية من هذه المناطق عقب تلقيها إنذارات من قبل الأكراد. في نفس اليوم اندلعت اشتباكات في القامشلي بين وحدات حماية الشعب وقوات الحكومة وقد نجم عن الاشتباكات مقتل محارب واحد وجرح اثنان آخران من الوحدات.
استولت القوات الكردية بسهولة على مدن القوات الحكومية التي انسحبت منها دون مقاومة وهناك تكهنات بأن هذه الأخيرة توصلت إلى اتفاق مع الأكراد يقضي بانسحاب الجيش السوري من تلك المناطق مقابل مساعدة الأكراد له في استعادة الأراضي من الثوار في بقية البلاد. ومع ذلك فقد نفى صالح مسلم محمد زعيم حزب الاتحاد الديمقراطي أن يكون هناك أي اتفاق بين حزب الاتحاد الديمقراطي نفسه والحكومة. في 24 تموز/يوليو أعلن حزب الاتحاد الديمقراطي على أن قوات الأمن السوري انسحبت من المدن الكردية؛ وبالتحديد من المعبدة التي تقع بين المالكية والحدود السورية التركية. سيطرت بعد ذلك وحدات حماية الشعب على جميع المؤسسات الحكومية في المدينة.

### آب/أغسطس–تشرين الأول/أكتوبر 2012: تعزيز مكاسب وحدات حماية الشعب
في 2 آب/أغسطس 2012، أعلنت هيئة التنسيق الوطنية لقوى التغيير الديمقراطي أن معظم المدن في سوريا والتي يقطنها غالبية كردية باستثناء القامشلي والحسكة باتت من سيطرة الأحزاب السياسية الكردية بعد انسحاب القوات الحكومية منها. ظلت القوات الحكومية في القامشلي؛ حيث حافظت على ثكناتها هناك لكنها وفي الوقت ذاته سمحت لمسؤولي الإدارة برفع علم كردستان.
في وقت لاحق وبالتحديد في آب/أغسطس 2012، انشق 6 ضباط عن القوات المسلحة السورية بقيادة العقيد حسن العبد الله الذي أعلن عن تشكيل المجلس العسكري الثوري في محافظة الحسكة وهو فيصل ثوري سوري تابع بشكل مباشر للجيش السوري الحر. في نفس اليوم قبضت مجموعة تُسمى «كتيبة المؤمنين بالله» على مركز للشرطة على الطريق بين حلب والحسكة.
في 18 آب/أغسطس تم قصف مركز الاستخبارات التابع للحكومة في القامشلي؛ وأعلنت فرقة الحمزة التابعة للجيش السوري الحر مسؤوليتها عن التفجير والقصف. بعد القصف؛ تجددت المخاوف في صفوف الأحزاب الكردية التي كانت قد رفضت السماح للجيش الحر بدخول المناطق ذات الأغلبية الكردية.
في 30 أيلول/سبتمبر، تم تفجير سيارة مفخخة خلال عملية انتحارية تسببت في مقتل ما بين 4 وحتى 8 أشخاص من المخابرات الجوية.

### تشرين الثاني / نوفمبر 2012–يناير 2013: انضمام «الإسلاميين» الانضمام لمعركة رأس العين
في 8 تشرين الثاني/نوفمبر 2012، هاجمت جماعات محسوبة على الجيش السوري الحر مواقع للجيش السوري في رأس العين وسيطرت على أجزاء من المدينة. وذكر مراسلي القنوات الفضائية الميدانيين أن الأكراد ساعدوا الجيش السوري الحر في الهجوم. تمكن مقاتلي غرباء الشام من الدخول إلى المدينة لكنهم لم يُسيطروا على الأحياء التي يتمركز فيها حزب الاتحاد الديمقراطي، كما أن هذا الأخير لم يتدخل في الاشتباكات بين الثوار والحكومة. قُتل حوالي 10-26 من الثوار و20 من الجنود السوريين خلال النزاع في حين فرَّ حوالي 8000 من السكان نحو رأس العين نتيجة تجدد الاشتباكات.
في 10 تشرين الثاني/نوفمبر اقتحمت ميليشيات تابعة لوحدات حماية الشعب بمساعدة من الأكراد المحليين اقتحمت آخر محطات الأمن الحكومية والإدارية في مدينتي الدرباسية وتل تمر. كان دافع هذا الهجوم غريبا بعض الشيء؛ حيث حاولت الوحدات ممارسة العنف في رأس العين للرد على الجيش السوري الحر والثوار الإسلاميين الذين اقتحموا البلدة بالرغم من وجود حكومة الوحدات الأمنية. في 12 تشرين الثاني/نوفمبر أجبر حزب الاتحاد الديمقراطي قوات الحكومة السورية على الانسحاب من دريك.
في 15 تشرين الثاني/نوفمبر؛ أعلن المتمردون بقيادة تنظيم القاعدة وفصيله جبهة النصرة عن سيطرتهما بالكامل على رأس العين حيث استولوا على المنطقة وقتلوا آخر ما تبقى من الجيش السوري الذي كان متمركزا هناك. شنت الحكومة السورية أيضا غارات جوية على المنطقة للمرة الأولى وذلك في محاولة منها لاستعادة السيطرة على المدينة. أعدمت جبهة النصرة عشرات الجنود السوريين بعد أن قبضوا عليهم في الحدود بالقرب من رأس العين. أما داخل المدينة فطبقت جبهة النصرة الشريعة حيث قامت بحرق كل مخازن الخمور مما تسبب لها في مواجهة مباشرة مع وحدات حماية الشعب.
في 19 تشرين الثاني/نوفمبر شنَّ الإسلاميون المتمردون هجوما على حزب الاتحاد الديمقراطي في رأس العين، واستطاعوا أيضا اغتيال القناص عابد خليل رئيس المجلس المحلي في حزب الاتحاد الديمقراطي. ذكر المرصد السوري لحقوق الإنسان حينها أن عدد قتلى حزب الاتحاد الديمقراطي في المدينة وصل إلى 34، أما الناشطين في لجان التنسيق المحلية في سوريا فقد ذكروا أن عدد القتلى تجاوز الـ 46. في 19 تشرين الثاني/نوفمبر فتح أعضاء من جبهة النصرة وغرباء الشام النار على نقطة تفتيش تابعة للحزب مما أثار اشتباكات عنيفة قُتل فيها عشرات الأشخاص أيضا. خطط الثوار لشن هجوم في القامشلي ولكن تراجعوا عن ذلك في نهاية المطاف بعدما تم إيقافهم من قبل المنظمة الديمقراطية الآشورية. وفي الوقت نفسه، كانت القبائل العربية الموالية للحكومة في القامشلي تُنظم نفسها في لجان شعبية من أجل الاستعداد للاشتباك مع حزب الاتحاد الديمقراطي.

### فبراير 2013: هجوم تنظيم القاعد ووقف إطلاق النار بين وحدات حماية الشعب والجيش السوري الحر
في 12 شباط/فبراير 2013 شنَّت جبهة النصرة هجوما على الجيش السوري في بلدة الشدادي في جنوب محافظة الحسكة؛ وتمكنت بعد يومين من السيطرة الكاملة على المدينة وقتل نحو 100 من الجنود السوريين.
في 18 فبراير/شباط تم التوصل إلى اتفاق بين الهيئة الكردية العليا ولجنة مجموعات الجيش السوري الحر في رأس العين وتضمن الاتفاق انسحاب جميع المقاتلين الأجانب من رأس العين مع وضع نقاط تفتيش مشتركة بين وحدات حماية الشعب والجيش السوري الحر وإنشاء نقاط مشتركة أخرى تابعة لمجلس المدينة في رأس العين ثم إنشاء شرطة محلية والتعاون بين المجموعتين لمحاربة الحكومة السورية.

### مارس 2013: سيطرة وحدات حماية الشعب على حقول النفط
في آذار/مارس 2013 حاصرت وحدات حماية الشعب القوات السورية في رميلان والقحطانية وسيطرت على المدينتين دون إطلاق رصاصة واحدة. كما استولت الوحدات على حقول النفط في المنطقة. وفي الوقت نفسه سيطرت جماعات ثورية ومتمردة أخرى بما في ذلك أحرار الجزيرة، جبهة النصرة، غرباء الشام ثم أحرار الشام على بلدة اليعربية على الحدود بين العراق وسوريا. أما في القامشلي فسيطر حزب الاتحاد الديمقراطي على 40% من المدينة في حين سيطرت الحكومة على الأجزاء المتبقية. وفي الوقت نفسه دارت اشتباكات بين الثوريين والجيش السوري في تل حميس.

### أبريل 2013: تجدد الاشتباكات بين وحدات حماية الشعب والحكومة بالتزامن مع هجوم للثوار
في 5 نيسان/أبريل 2013 قُتل 3 من مقاتلي وحدات حماية الشعب و3 آخرين من الجيش السوري في الاشتباكات التي اندلعت بين الطرفين في مدينة القامشلي. وكانت هذه هي المرة الأولى التي تُهاجم فيها قوات الحكومة السورية وحدات حماية الشعب في القامشلي بعد عدة أشهر من بداية حملة محافظة الحسكة.
في 13 نيسان/أبريل، أعلنت الهيئة العامة للثورة السورية بدأ هجوم للثوار في جنوب القامشلي، وفعلا هذا ما حصل حيث شن الثوار هجوما على الجيش السوري في جنوب القامشلي في ظل نوايا من حزب الاتحاد الديمقراطي والمجلس الوطني الكردي اللذان كانا يُخططان لمنع القتال في المدينة ولكن بحسب صحيفة الأخبار فإن الثوار قد اتصلوا بالوحدات التي أعطتهم الطريق من أجل الهجوم. ردا على هجوم الثوار نفذت القوات الجوية السورية ضربات جوية على «المتمردين» في مختلف قرى جنوب القامشلي ووصل القتال حد مطار القامشلي، حيث دارت هناك معركة وُصفت من قبل اليونيسف بأنها «مذبحة».

### أيار/مايو–أيلول/سبتمبر 2013: سيطرة وحدات حماية الشعب الكاملة على رأس العين
في حزيران/يونيو 2013 اندلعت اشتباكات بين حزب الاتحاد الديمقراطي وبعض المتظاهرين في عامودا. وكان معارضي حزب الاتحاد الديمقراطي قد ذكروا أن المقاتلين التابعين للحزب قد أطلقوا النار على المتظاهرين في أعقاب التوترات مع لجان الشباب التابعة للجيش الحر وباقي المنافسين من الجماعات الكردية. من جهة أخرى ذكر حزب الاتحاد الديمقراطي أنه تعرض لهجوم من قبل عصابة مرتزقة.
في 17 يوليو/تموز من نفس العام طرد المقاتلين الأكراد ما تبقى من الجهاديين من جبهة النصرة والدولة الإسلامية في العراق والشام من رأس العين بعد ليلة عنيفة من القتال، وبعد السيطرة الكاملة على المعبر الحدودي مع تركيا. انسحبت قوات إسلامية أخرى من رأس العين باتجاه تل نصف أسفار والنجار التي كانت تحت سيطرة الثوار.
في 19 تموز/يوليو استولت وحدات حماية الشعب على قرية تل العلو، في حين كان القتال لا يزال مستمرا في كرهوك وسوف آغا. في اليوم التالي، استولى المقاتلين الأكراد على مراكز تفتيش تابعة لجبهة النصرة بالقرب من القرى المتنازع عليها، في هذه النقطة قُتل 35 من المتمردين و19 من مقاتلي وحدات حماية الشعب.
في نهاية أغسطس 2013، نفذت القوات الجوية السورية غارة جوية على حزب الاتحاد الديمقراطي في مدينة ديريك لكنها لم تمنعه من مواصلة الاستيلاء على المناطق المحيطة.

### تشرين الأول/أكتوبر–كانون الأول/ديسمبر 2013: سيطرة وحدات حماية الشعب على معظم البلدات الحدودية وهجمات داعش
في تشرين الأول/أكتوبر 2013، تم طرد أحرار الجزيرة من البلدة الحدودية في اليعربية من قبل جبهة النصرة جنبا إلى جنب مع تنظيم الدولة الإسلامية (داعش) وغيرها من الجماعات السلفية الجهادية. في نهاية الشهر قامت قوات وحدات حماية الشعب بدعم من القبائل العربية المحلية والعراق بالقبض على اليعربية من يد الجهاديين بعد 4 ايام من المعارك.
من تشرين الأول/أكتوبر إلى كانون الأول/ديسمبر 2013 نفذت داعش حملة من التفجيرات الانتحارية ضد كل من وحدات حماية الشعب والحكومة السورية ثم قوات الدفاع الوطني في القامشلي. وفي الوقت نفسه أدَّى القتال بين وحدات حماية الشعب وداعش بدعم من جبهة النصرة وأحرار الشام إلى تصاعد الاقتتال والعنف في ريف القامشلي.